# Mikroregija
Mikroregija, uža zemljopisna regija koja se od šireg okruženja izdvaja po zemljopisnim, industrijskim, agrarnim ili drugim značajkama. Suprotno: makroregija.
Mikroregija je niz gradova i općina koje zajednički rješavaju probleme i iznalaze načine zajedničkog razvoja određenog područja. Djelovanje je uglavnom u području društvenih djelatnosti, brige o okolišu, lokalnog prometa, obrazovanja, kulture i lokalnog turizma.